# Chiptune
Sous-genres
Bitpop
Genres dérivés
Complextro, electroclash, glitch, Nintendocore, skweee, synthwave
Chiptune, chip music ou musique 8-bit, est un terme définissant un genre musical caractérisé par des sons synthétisés en temps réel créés par ordinateur ou par la puce audio d'une console de jeu, et/ou caractérisé par des échantillons sonores, ou toute autre forme d'enregistrement audio. Le terme de chiptune dérive des mots anglais chip signifiant « puce informatique », et tune signifiant « mélodie ». De façon paradoxale, le terme désignait au départ les compositions de musique de la scène demo Amiga, majoritairement basée sur des samples,.

## Histoire

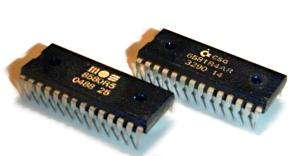
Puces SID MOS 6581 et 8580 du Commodore 64.

Si les chiptunes existent en théorie depuis que les ordinateurs sont capables de générer des sons, leur âge d'or correspond à la période allant du milieu des années 1980 au début des années 1990, quand les puces audio étaient le moyen le plus courant pour produire de la musique sur des ordinateurs. Les capacités sonores de ces puces étaient assez limitées, et les notes générées ont une sonorité artificielle caractéristique, même pour une oreille non habituée. De façon ironique, cette technique est parfois surnommée cheap tune (« musique bon marché »). Dans les années 1980 et 1990 quand le terme chiptunes n'existait pas encore, l'expression utilisée était « music soundchips ». Du fait des limitations de ces procédés audio, les chiptunes sont peu à peu abandonnés au fil du développement des capacités sonores des ordinateurs. Cependant, même sur des machines plus évoluées, la synthèse des samples à la lecture continua à être utilisée : la description d'un instrument prend beaucoup moins de place qu'un échantillon sonore et un format musical de ce genre produit de petits fichiers. De plus les paramètres de la synthèse pouvaient varier le long d'une composition[réf. nécessaire].
Le concept tombe cependant en désuétude, à l'exception notable des œuvres de la demoscene, qui finissent par posséder leur style propre de chiptune[réf. nécessaire]. Depuis les années 2000, les chiptunes se font plus rare dans l'industrie informatique, mais une scène dédiée continue à produire de nouvelles compositions. Des émulateurs et des outils spécifiques ont fait leur apparition, permettant à cette technique de sortir du cercle des démos et des cracktros où elle était répandue. Le concept est même repris par le jeu vidéo, où quelques titres récents, comme Crypt of the necrodancer, Mega Man Battle Network, Seiklus ou Tetris DS, utilisent des samples de puces audio pour leur musique. Quelques artistes contemporains de musique pop recourent aux sonorités 8-bits dans l'objectif assumé de sonner vintage. C'est le cas du groupe britannique Erasure dont une partie de l'instrumentation semble ainsi provenir de jeux vidéo de première génération sur certains de leurs albums comme Chorus, I Say I Say I Say ou encore Snow Globe[réf. nécessaire].

## Techniques
Historiquement, les circuits intégrés utilisés incluaient notamment Ricoh 2A03, sur la console NES ; et le Sharp LR35902 pour la Game Boy et la Game Boy Color. Pour les MSX, plusieurs mises à jour sont effectuées, comme le Konami SCC, le Yamaha YM2413 (MSX-MUSIC) et le Yamaha Y8950 (MSX-AUDIO, précurseur de l'OPL3) ou le Moonsound, toutes possédant leurs propres caractéristiques sonores. La Game Boy et la Nintendo Entertainment System n'utilisaient pas un circuit dédié mais généraient des sons grâce au processeur principal. La plupart des sons de ces circuits sont générés à partir de formes d'onde très simples, comme les ondes sinusoïdales, les signaux carrés, triangulaires ou en dents de scie, et des percussions basiques (générées à partir de bruit blanc passant à travers un générateur d'enveloppe). Des oscillateurs basse fréquence permettaient également de contrôler certains paramètres tout au long d'un cycle. La synthèse FM, plus naturelle et offrant des possibilités plus grandes, fut utilisée dans les chiptunes plus récents[Quand ?].
Les systèmes plus récents[Quand ?] cessent d'utiliser des circuits dédiés pour la création sonore et se focalisèrent sur la synthèse de sons à base d'échantillons sonores, créant des timbres plus réalistes, mais aux dépens des caractéristiques sonores des circuits plus anciens. Pour ces raisons techniques, les sons des chiptunes classiques sont caractéristiques, avec leurs instruments générés à partir d'ondes carrées, leurs percussions à base de bruit blanc et leurs arpèges ultra-rapides émulant des accords de trois ou quatre notes. Les formats de fichiers standards pour composer et jouer des chiptunes incluent les formats SID, SNDH, MOD, XM, plusieurs formats basés sur l'Adlib et de nombreux formats exotiques provenant de l'Amiga (tel qu'AHX). Certains de ces formats, tels le MOD, ne sont pas spécifiques au chiptune mais utilisent des samples pour créer des modules[réf. nécessaire].
Les ordinateurs modernes peuvent jouer ces formats grâce à des émulateurs ou des plugins spécifiques pour les lecteurs multimédia. Pour la composition, plusieurs trackers existent, comme Little Sound DJ pour la Game Boy, qui possède une interface étudiée pour les concerts et autorise une synchronisation MIDI, ou Fast Tracker 2 pour Windows, ou encore MilkyTracker (multiplateforme), qui permet de créer des samples en les dessinant à la souris.

## Artistes
Les artistes et groupes notables du genre incluent notamment : 4mat, Anamanaguchi, Bit Shifter, Breakbeat Heartbeat, BossFight, Dunderpatrullen, Chantal Goret, Chris Hülsbeck, Chipzel, Crystal Castles, Cyborg Jeff, Dainumo, DANGER, David Whittaker, dDamage, Desert Planet, Disasterpeace, Divag, Eat Rabbit, ElCarto, Emmanuel Larry (Lap), Erasure, Dubmood, FearOfDark, Goto80, Gunnar Gaubatz (Big Alec), JANSKI Beeeats, Jean-Sébastien Gerard, Jeroen Tel (WAVE), Jochen Hippel (Mad Max), Kap Bambino, Koji Kondo, Little Scale, Lukhash (SH Music), Martin Galway, Machinae Supremacy, Nullsleep, PDF Format, Pornophonique, Richard Joseph, Rob Hubbard, Sexy Sushi, Shemusic, Sidabitball, Slagsmålsklubben, Teamtendo, Thaehan, Unicorn Kid, Ultrasyd, YMCK, You Love Her Coz She's Dead, Zabutom , 2080, Lena Raine, Emax et Xavier "MisterMV" Dang.

## Médias
La scène chiptune est le sujet d'un documentaire intitulé Reformat the Planet de 2 Player Productions. Ce film sorti en 2010 se base sur l'édition 2008 du South by Southwest. Un autre documentaire, Europe in 8 Bits parle de la scène chiptune européenne. La plupart des personnes impliquées dans cette scène, comme les musiciens de chiptune originaires des États-Unis tels que Bit Shifter, sont interviewées.
Plusieurs segments télévisés parlent également de musiciens chiptunes et chip music. Le 11 avril 2005, 8 Bit Weapon jouent leurs chansons Bombs Away et Gameboy Rocker dans l'émission Attack of the Show sur la chaîne G4. Les petits musiciens du genre Dot.AY, Ten Thousand Free Men & Their Families et Jim Cuomo apparaissent dans l'émission australienne Good Game.